# Леймонас, Повилас
Повилас Леймонас (лит. Povilas Leimonas; 16 ноября 1987, Капсукас, Литовская ССР, СССР) — литовский футболист, полузащитник клуба «Судува» и сборной Литвы.

## Биография

### Клубная карьера
Большую часть карьеры провёл в клубе «Судува», из своего родного города. Дебютировал в чемпионате Литвы в 2005 году, а с 2008 стал твёрдым игроком основы в «Судуве». С 2013 по 2016 год выступал в Польше, сначала за клубы Экстракласы «Видзев» и «Ягеллония», затем в первой лиге за «Катовице». Летом 2016 года вернулся в «Судуву».

### Карьера в сборной
Дебютировал в сборной Литвы летом 2011 года, сыграв в двух товарищеских матчах против сборной Норвегии (7 июня) и сборной Армении (10 августа). Также принял участие в неофициальном матче сборной Литвы против России Б. После этого долгое время практически не вызывался в сборную и следующий матч за национальную команду провёл лишь 30 мая 2018 года в рамках Балтийского кубка. Осенью того же года сыграл в одном матче сборной в Лиге наций УЕФА.

## Достижения
«Судува»
- Чемпион Литвы (2): 2017, 2018
- Обладатель Кубка Литвы (2): 2006, 2008/2009
- Обладатель Суперкубка Литвы (2): 2006, 2018